# Colom imperial de les Moluques
El colom imperial de les Moluques (Ducula basilica) és una espècie d'ocell de la família dels colúmbids (Columbidae) que habita els boscos de les muntanyes de les Moluques Septentrionals.